# Ibrahima Koné (calciatore 1999)
Ibrahima Koné (Bamako, 16 giugno 1999) è un calciatore maliano, attaccante dell'Al-Okhdood, in prestito dall'Almería, e della nazionale maliana.

## Carriera

### Club
Koné ha vestito la maglia del Cercle Olympique. In vista del campionato 2018, ha iniziato ad allenarsi con i norvegesi dell'Haugesund, che lo hanno tesserato in data 9 febbraio: il giocatore si è legato al nuovo club con un contratto quadriennale.
Il 9 gennaio 2020 è passato ai turchi dell'Adana Demirspor con la formula del prestito.
Il 10 gennaio 2021 è stato reso noto il suo passaggio al Sarpsborg 08, a cui si è legato con un contratto triennale.
Il 31 gennaio 2022 viene ceduto a titolo definitivo al Lorient, firmando un contratto valido fino al 30 giugno 2026. Sette giorni più tardi va in gol all'esordio con la maglia arancionera, fissando il punteggio sul definitivo 2-0 nella partita casalinga contro il Lens pochi secondi dopo il suo ingresso in campo. Realizza la prima doppietta in Francia l'8 aprile seguente durante la partita interna vinta 6-2 contro il Saint-Étienne.
Il 16 agosto 2023 viene ufficializzato il suo passaggio all'Almería, club neo-promosso in Liga spagnola.

### Nazionale
Koné ha rappresentato il Mali alla Coppa delle Nazioni Africane Under-20 2017. La sua squadra è stata eliminata al termine della fase a gironi della manifestazione.
Convocato dal CT Magassouba, Koné fa il suo debutto in nazionale maggiore il 22 luglio 2017, all'età di 18 anni, venendo schierato titolare nella partita casalinga contro il Gambia valida per le qualificazioni al campionato delle Nazioni Africane 2018, contribuendo alla vittoria per 4-0 delle Aquile mettendo a segno una tripletta. Quattro anni dall'ultima presenza, il 1º settembre 2021, torna in campo in occasione del successo sul Ruanda (1-0) nelle qualificazioni mondiali, in cui realizza 5 gol in 6 partite, laureandosi così miglior marcatore del proprio girone eliminatorio, di cui il Mali riesce a conquistare la vetta. Giunti a disputare gli spareggi conclusivi, gli uomini di Chelle vengono eliminati nel doppio confronto con la Tunisia (0-1 a Bamako e 0-0 a Radès).
A dicembre viene inserito nella rosa dei 28 convocati per la fase finale della Coppa d'Africa 2021, posticipata al 2022 a causa dello scoppio della pandemia di Covid-19. Il 12 gennaio, all'esordio assoluto nel torneo, decide su calcio di rigore la sfida inaugurale del Gruppo F contro la Tunisia (0-1), per poi ripetersi, sempre dagli undici metri, nel successivo pareggio con il Gambia per 1-1, e nella vittoria per 2-0 ai danni della Mauritania nella terza e ultima partita del girone, con cui il Mali si qualifica alla fase ad eliminazione diretta come primatista del suo raggruppamento, dove tuttavia viene eliminato dalla Guinea Equatoriale all'epilogo dei tiri di rigore dopo lo 0-0 dei tempi supplementari.
Il 13 ottobre 2023, in occasione del successo in amichevole per 1-0 contro l'Uganda, è vittima di un grave infortunio alla gamba destra (frattura della caviglia), causato da un brutto intervento di Milton Karisa che gli preclude la possibilità di rientrare tra i convocati per la Coppa d'Africa in programma a gennaio 2024. Torna in campo più di un anno dopo, il 15 novembre 2024, entrando al 78º minuto della partita di qualificazione alla Coppa d'Africa 2025 vinta sul campo del Mozambico (0-1).

## Statistiche

### Presenze e reti nei club
Statistiche aggiornate al 30 giugno 2024.
| Stagione                | Club                    | Campionato              | Campionato | Campionato | Coppe nazionali | Coppe nazionali | Coppe nazionali | Coppe continentali | Coppe continentali | Coppe continentali | Supercoppe | Supercoppe | Supercoppe | Totale | Totale |
| Stagione                | Club                    | Comp                    | Pres       | Reti       | Comp            | Pres            | Reti            | Comp               | Pres               | Reti               | Comp       | Pres       | Reti       | Pres   | Reti   |
| ----------------------- | ----------------------- | ----------------------- | ---------- | ---------- | --------------- | --------------- | --------------- | ------------------ | ------------------ | ------------------ | ---------- | ---------- | ---------- | ------ | ------ |
| 2016                    | Cercle Olympique        | PD                      | ?          | ?          | -               | -               | -               | -                  | -                  | -                  | -          | -          | -          | ?      | ?      |
| 2017                    | Cercle Olympique        | PD                      | ?          | ?          | -               | -               | -               | -                  | -                  | -                  | -          | -          | -          | ?      | ?      |
| Totale Cercle Olympique | Totale Cercle Olympique | Totale Cercle Olympique | ?          | ?          |                 | -               | -               |                    | -                  | -                  |            | -          | -          | ?      | ?      |
| 2018                    | Haugesund               | ES                      | 22         | 1          | CN              | 5               | 1               | -                  | -                  | -                  | -          | -          | -          | 27     | 2      |
| 2019                    | Haugesund               | ES                      | 16         | 5          | CN              | 5               | 2               | UEL                | 6                  | 1                  | -          | -          | -          | 27     | 8      |
| gen.-lug. 2020          | Adana Demirspor         | 1L                      | 5          | 0          | CT              | -               | -               | -                  | -                  | -                  | -          | -          | -          | 4      | 0      |
| ago.-dic. 2020          | Haugesund               | ES                      | 10         | 2          | -               | -               | -               | -                  | -                  | -                  | -          | -          | -          | 10     | 2      |
| Totale Haugesund        | Totale Haugesund        | Totale Haugesund        | 48         | 8          |                 | 10              | 3               |                    | 6                  | 1                  |            | -          | -          | 64     | 12     |
| 2021                    | Sarpsborg 08            | ES                      | 28         | 11         | CN              | 1               | 0               | -                  | -                  | -                  | -          | -          | -          | 29     | 11     |
| gen.-giu. 2022          | Lorient                 | L1                      | 16         | 5          | CF              | 0               | 0               | -                  | -                  | -                  | -          | -          | -          | 16     | 5      |
| 2022-2023               | Lorient                 | L1                      | 37         | 7          | CF              | 3               | 2               | -                  | -                  | -                  | -          | -          | -          | 40     | 9      |
| ago.2023                | Lorient                 | L1                      | 1          | 0          | CF              | 0               | 0               | -                  | -                  | -                  | -          | -          | -          | 1      | 0      |
| Totale Lorient          | Totale Lorient          | Totale Lorient          | 54         | 12         |                 | 3               | 2               |                    | -                  | -                  |            | -          | -          | 57     | 14     |
| ago.2023-2024           | Almería                 | PD                      | 9          | 0          | CR              | 0               | 0               | -                  | -                  | -                  | -          | -          | -          | 9      | 0      |
| Totale carriera         | Totale carriera         | Totale carriera         | 144+       | 31+        |                 | 14+             | 5+              |                    | 6                  | 1                  |            | -          | -          | 164+   | 37+    |

### Cronologia presenze e reti in nazionale
| Cronologia completa delle presenze e delle reti in nazionale ― Mali | Cronologia completa delle presenze e delle reti in nazionale ― Mali | Cronologia completa delle presenze e delle reti in nazionale ― Mali | Cronologia completa delle presenze e delle reti in nazionale ― Mali | Cronologia completa delle presenze e delle reti in nazionale ― Mali | Cronologia completa delle presenze e delle reti in nazionale ― Mali | Cronologia completa delle presenze e delle reti in nazionale ― Mali | Cronologia completa delle presenze e delle reti in nazionale ― Mali |
| Data                                                                | Città                                                               | In casa                                                             | Risultato                                                           | Ospiti                                                              | Competizione                                                        | Reti                                                                | Note                                                                |
| ------------------------------------------------------------------- | ------------------------------------------------------------------- | ------------------------------------------------------------------- | ------------------------------------------------------------------- | ------------------------------------------------------------------- | ------------------------------------------------------------------- | ------------------------------------------------------------------- | ------------------------------------------------------------------- |
| 22-7-2017                                                           | Bamako                                                              | Mali                                                                | 4 – 0                                                               | Gambia                                                              | Qual. Campionato delle Nazioni Africane 2018                        | 3                                                                   |                                                                     |
| 1-9-2021                                                            | Agadir                                                              | Mali                                                                | 1 – 0                                                               | Ruanda                                                              | Qual. Mondiali 2022                                                 | -                                                                   | 65’                                                                 |
| 7-9-2021                                                            | Kampala                                                             | Uganda                                                              | 0 – 0                                                               | Mali                                                                | Qual. Mondiali 2022                                                 | -                                                                   | 86’                                                                 |
| 6-10-2021                                                           | Bamako                                                              | Mali                                                                | 5 – 0                                                               | Kenya                                                               | Qual. Mondiali 2022                                                 | 3                                                                   | 64’                                                                 |
| 11-10-2021                                                          | Nairobi                                                             | Kenya                                                               | 0 – 1                                                               | Mali                                                                | Qual. Mondiali 2022                                                 | 1                                                                   | 66’ 67’                                                             |
| 10-11-2021                                                          | Kigali                                                              | Ruanda                                                              | 0 – 3                                                               | Mali                                                                | Qual. Mondiali 2022                                                 | 1                                                                   | 49’ 62’                                                             |
| 12-1-2022                                                           | Limbe                                                               | Tunisia                                                             | 0 – 1                                                               | Mali                                                                | Coppa d'Africa 2021 - 1º turno                                      | 1                                                                   | 73’                                                                 |
| 16-1-2022                                                           | Limbe                                                               | Gambia                                                              | 1 – 1                                                               | Mali                                                                | Coppa d'Africa 2021 - 1º turno                                      | 1                                                                   |                                                                     |
| 20-1-2022                                                           | Douala                                                              | Mali                                                                | 2 – 0                                                               | Mauritania                                                          | Coppa d'Africa 2021 - 1º turno                                      | 1                                                                   | 75’                                                                 |
| 26-1-2022                                                           | Limbe                                                               | Mali                                                                | 0 – 0 dts (5 – 6 dtr)                                               | Guinea Equatoriale                                                  | Coppa d'Africa 2021 - Ottavi di finale                              | -                                                                   | 84’                                                                 |
| 25-3-2022                                                           | Bamako                                                              | Mali                                                                | 0 – 1                                                               | Tunisia                                                             | Qual. Mondiali 2022                                                 | -                                                                   | 46’                                                                 |
| 29-3-2022                                                           | Radès                                                               | Tunisia                                                             | 0 – 0                                                               | Mali                                                                | Qual. Mondiali 2022                                                 | -                                                                   | 73’                                                                 |
| 4-6-2022                                                            | Bamako                                                              | Mali                                                                | 4 – 0                                                               | Rep. del Congo                                                      | Qual. Coppa d'Africa 2023                                           | -                                                                   | 35’                                                                 |
| 9-6-2022                                                            | Entebbe                                                             | Sudan del Sud                                                       | 1 – 3                                                               | Mali                                                                | Qual. Coppa d'Africa 2023                                           | 1                                                                   | 60’ 78’                                                             |
| 16-11-2022                                                          | Orano                                                               | Algeria                                                             | 1 – 1                                                               | Mali                                                                | Amichevole                                                          | -                                                                   | 46’ 79’                                                             |
| 18-6-2023                                                           | Brazzaville                                                         | Rep. del Congo                                                      | 0 – 2                                                               | Mali                                                                | Qual. Coppa d'Africa 2023                                           | 1                                                                   | 81’                                                                 |
| 8-9-2023                                                            | Bamako                                                              | Mali                                                                | 4 – 0                                                               | Sudan del Sud                                                       | Qual. Coppa d'Africa 2023                                           | 1                                                                   | 77’                                                                 |
| 12-9-2023                                                           | Abidjan                                                             | Costa d'Avorio                                                      | 0 – 0                                                               | Mali                                                                | Amichevole                                                          | -                                                                   |                                                                     |
| 13-10-2023                                                          | Bamako                                                              | Mali                                                                | 1 – 0                                                               | Uganda                                                              | Amichevole                                                          | -                                                                   | 30’                                                                 |
| 15-11-2024                                                          | Maputo                                                              | Mozambico                                                           | 0 – 1                                                               | Mali                                                                | Qual. Coppa d'Africa 2025                                           | -                                                                   | 78’                                                                 |
| 19-11-2024                                                          | Bamako                                                              | Mali                                                                | 6 – 0                                                               | eSwatini                                                            | Qual. Coppa d'Africa 2025                                           | -                                                                   | 63’                                                                 |
| 20-3-2025                                                           | Berkane                                                             | Comore                                                              | 0 – 3                                                               | Mali                                                                | Qual. Mondiali 2026                                                 | -                                                                   | 72’                                                                 |
| Totale                                                              |                                                                     | Presenze                                                            | 22                                                                  |                                                                     | Reti (5º posto)                                                     | 14                                                                  |                                                                     |